# Pagoda Švedagon
Pagoda Švedagon (Shwedagon) (ရွှေတိဂုံစေတီတော်, IPA: [ʃwèdəɡòʊɴ pʰəjá]); ကျာ ် လ ္ ဂုၚ် [tɕaɪʔ təkɜŋ], uradno imenovana Shwedagon Zedi Daw ([ʃwèdəɡòʊɴ zèdìdɔ]), je znana tudi kot Velika pagoda Dagon in Zlata pagoda, je pozlačena stupa in je v Jangonu v Mjanmarju. 99 metrov visoka pagoda stoji na griču Singutara na zahodu jezera Kandaudži in prevladuje nad jangonsko veduto.
Pagoda Švedagon je najbolj sveta budistična pagoda v Mjanmarju, saj verjamejo, da vsebuje ostanke preteklih štirih Bud današnjega kalpa. Te relikvije vključujejo palico Kakusandha, vodni filter Koṇāgamana, kos halje kasap in osem pramenov las Gautame.

## Zgodovina
Zgodovinarji in arheologi trdijo, da je bila pagoda zgrajena med 6. in 10. stoletjem. Po legendi naj bi bila zgrajena pred več kot 2600 leti in naj bi bila najstarejša budistična stupa na svetu. V skladu s tradicijo sta Taphusa in Bhalika - dva trgovska brata iz mesta Balkh, danes v Afganistanu, srečala Gospoda Gautamo Budo, ko je še živel in prejela osem pramenov njegovih las. Brata sta pripotovala v Burmo in s pomočjo lokalnega vladarja, kralja Okalapa, našla grič Singutara, kjer so že bile prejšnje relikvije Gautame Bude. Ko je kralj odprl zlato krsto, v kateri sta imela brata shranjene pramene las, so se zgodile neverjetne stvari.
Prišlo je do vika med moškimi in duhovi ... žarki, ki so izšli iz pramenov las, so predrli do nebes in dol v pekel ... slepi so opazovali predmete ... gluhi so slišali zvoke ... neumni so govorili razločno ... zemlja se je tresla ... vetrovi so pihali  iz oceana ... Mount Meru  se je tresel ... strele so švigale... dragulji so deževali, dokler so segli do kolen ... vsa drevesa v Himalaji, čeprav ni bila sezona, so cvetela in rodila sadje.
Stupa je bila v slabem stanju, ko jo je kralj Binja U (1323-1384)v 14. stoletju obnovil do višine 18 m. Stoletje pozneje jo je kraljica Binja Thau (1453-1472) dvignila do višine 40 m. Na terasastem hribu, na katerem stoji, je zgornjo teraso utrdila s tlakovci, dodelila zemljo in dedne sužnje za vzdrževanje. Prestol je pred odhodom v Dagon prenesla na svojega zeta Dhamazedija leta 1472. Ob njeni zadnji bolezni so njeno posteljo postavili tako, da je lahko videla pozlačeno kupolo stupe. Napisala je katalog popravil, ki so se začela leta 1436 in se končala med Dhamazedijevim vladanjem. Do začetka 16. stoletja je pagoda postala najbolj znano budistično romarsko mesto v Burmi.
Vrsta potresov je v naslednjih stoletjih povzročila precejšnjo škodo. Najhujšo je povzročil potres leta 1768, ko se je zrušil vrh stupe. Kralj Hsinbjušin jo je postavil na sedanjo višino 99 metrov. Novo krono v obliki dežnika (hti (burmansko: ထီး; MLCTS: hti :, IPA:  [tʰí] je ime okrasa na vrhu skoraj vsake pagode v Mjanmarju)  je podaril kralj Mindon Min leta 1871 po britanski priključitvi Spodnje Burme. Potres zmerne jakosti oktobra 1970 je palico dežnikaste krone vidno premaknil iz vertikale. Za popravilo so bila potrebna obsežna dela.
Od 22. februarja do 7. marca 2012 so praznovali letni festival pagode Švedagon prvič po letu 1988, ko je bil prepovedan z državnim zakonom restavratorskega sveta. Praznovanje se je začelo na vogalu Rahu, pagodini  ploščadi jinbjin, osrednjih ploščadah Maha Pahtan in Aung Mjaj, 22. februarja ob 9. uri. Festival se začne ob mlaju meseca tabaung po tradicionalnem burmanskem koledarju in se nadaljuje do polne lune.
Pagoda je na seznamu dediščine mesta Jangon.

## Načrt
Osnova stupe je izdelana iz opeke in obložena z zlatimi ploščami. Nad bazo so terase, po katerih lahko pridejo le menihi in drugi moški. Naslednji del stupe je v obliki zvona. Nad tem delom so turban, obrnjena posoda za miloščino, sledijo obrnjeni in pokončni lotosovi cvetni listi, bananin brst in nato dežnikasta krona. Krona je posuta s 5448 diamanti in 2317 rubini. Tik pred diamantnim brstom je zastava v obliki lopatice. Čisto na vrhu je diamantni brst - 76-karatni (15 g) diamant.
Pozlata na stupi je narejena iz pristnih zlatih plošč, ki pokrivajo strukturo opeke in so pritrjene s tradicionalnimi kovicami. Ljudje iz vse države in tudi vladarji so vedno darovali zlato za pagodo, ki ga je treba obnavljati. To se je začelo v 15. stoletju s kraljico Binjo Thau, ki je prva darovala zlato, ki ga je sama tehtala, in se nadaljuje vse do danes.
Pagoda ima štiri vhode, vsak vodi po stopnicah na ploščad na grič Singutara. Par velikanskih leogrifov čuva vsak vhod. Vzhodni in zahodni pristopi so za prodajalce knjig, talismanov za srečo, podob Bude, sveč, zlatih lističev, kadilnih palic, molitvenih zastavic, trakov, miniaturnih dežnikov in cvetja.
V navadi je, da se budistična stupa obhodi v smeri urnega kazalca. V skladu s tem načelom se lahko obhod začne na vzhodni strani svetišča, v katerem so nameščeni kip Kakusandha, prvega Bude sedanje kalpe. Na južni strani svetišča je kip drugega Bude, Koṇāgamana. Na zahodni strani svetišča je tretji Buda, Kasapa. Na severni strani svetišča je četrti Buda, Gautama.

## Obredi
Večina Burmancev so pripadniki teravadskega budizma, mnogi pa so privrženci hindujske astrologije. Burmanska astrologija priznava sedem planetov, ki so: Sonce, Luna, Merkur, Venera, Mars, Jupiter, Saturn, poleg teh še dva druga planeta, Rahu in Ketu. Vsa burmanska imena planetov so izposojena iz hindujske astrologije, se pa burmanski Rahu in Ketu razlikujeta od hindujskega Rahuja in Ketuja. Burmanci menijo, da sta v začaranem krogu različna in ločena planeta, hindujska astrologija pa, da sta zmajeva glava in rep ali naraščajoče in padajoče vozlišče. Za burmansko ljudstvo je Ketu kralj vseh planetov. Kot v mnogih drugih jezikih imajo Burmanci sedem dni v tednu po sedmih planetih, vendar burmanska astrologija priznava osem dni v tednu, saj je sreda razdeljena na dva dni; pred 16.00 je sreda, po 16.00 do polnoči je dan rahu.
Pri burmanskih budisti je zelo pomemben dan rojstva v tednu, kot to določa njihov planetarni položaj. Poznajo osem planetarnih položajev, saj je sreda razdeljena na dva (dopoldne in popoldne). Označeni so z živalmi, ki predstavljajo dan - garuda (polptica, polčlovek) za nedeljo, tiger za ponedeljek, lev za torek, slon z okli za sredo dopoldne, slon brez oklov za sredo popoldne, miš za četrtek, morski prašiček za petek in nāga (kača) za soboto. Vsak planetaren položaj ima Budove slike in častilci ponujajo cvetje in molitev z zastavami in polivanjem vode čez sliko z molitvijo in željo. Ob vznožju položaja, v ozadju slike, je angel varuh in pod sliko je žival, ki predstavlja posamezen dan. Osnova stupe je osmerokotnik in je tudi obdana z osmimi majhnimi svetišči (ena za vsak planetaren položaj).
Romar na svoji poti po stopnicah pagode kupi cvetje, sveče, barvne zastave in trakove. To vse da na stupo kot simbolno dejanje darovanja, ki je pomemben vidik budističnega poučevanja. Imajo darilne škatle, ki so na različnih krajih po vsej pagodi, kamor se oddajo prostovoljne daritve. Tujcem zaračunajo 8 dolarjev (od leta 2014) za uporabo dvigal, ki popeljejo do glavne terase, in oskrbo z obutvijo.

## Replike
Pagoda Upatasanti v Nepjidoju, glavnem mestu Mjanmarja, je replika pagode Švedagon. Končana je bila leta 2009 in je v mnogih pogledih podobna pagodi Švedagon, vendar je 30 cm nižja.
Še ena replika pagode Švedagon je 46,8 m visoka pagoda, ki je bila zgrajena v naravnem parku Lumbini v Berastagi v severni Sumatri v Indoneziji. Končana je bila leta 2010, gradbeni material je bil uvožen iz Mjanmarja.
Pagoda Global Vipasana je v Mumbaju v Indiji.

## Galerija
- Poklon vernikov - trojni dragulj
- Buda iz žada
- Zvon  Maha tisada gandha
- Prepoln dan v Švedagonu
- Švedagon, gozd pagod
- Mitični vodnjak, pokrit s steklenim mozaikom
- Vzhodni drobec (glavna točka zgradbe)
- Zvon Singu min
- Panoramski pogled
- Pagoda Švedagon ponoči
- Južni vhod
- Obnova
- Notranjost
- Načrt notranjosti